# سمكة وصنارة (فلم)
فيلم مصري من إنتاج 2017 بطولة كريم قاسم وأمير صلاح ورحمة حسن وميس حمدان وأيمن قنديل. مقتبس عن الفيلم الأرجنتيني nueve reinas. تأليف محمد كرار وإخراج طارق عبد المعطي من إنتاج أحمد ترك وعصام عبد العزيز.

## ملخص الفيلم
تدور أحداث الفيلم في جو من المغامرة والكوميديا حول محمد حمص ومصطفي بنداري، وهما نصابان يقومان بعمليات نصب صغيرة علي الناس في الشوارع حتى تأتي في طريقهم عملية نصب كبيرة ويبدأ كلاهما في التخطيط والتجهيز لتنفيذ العملية مع بعضهم فتقع لهما أحداث لم تكن في الحسبان.

## الأبطال
- كريم قاسم
- أمير صلاح الدين
- رحمة حسن
- ميس حمدان
- أيمن قنديل
- أحمد حلاوة
- مريم سعيد صالح